# 漢城大学校
漢城大学校（ハンソンだいがっこう）は、ソウル特別市城北区にある大韓民国の私立大学。
1945年に創立された京城女子技芸学校を源流として、漢城高等女学校→漢城女子中学校・高等学校を母体に1972年に漢城女子大学が設立。1978年に漢城大学となった後に、1993年に現在の漢城大学校となった。
校訓は“真理至善”。

## 学生数
- 学部: 9,405人 (2019)
- 教授: 256人 (2019)
- 新入生競争率: 12.5:1 (2019)

## 学部
- クリエイティブ人文学部
- 芸術学部
- 社会科学部
- グローバルファッション業界学部
- ICTデザイン学部
- ビューティーデザインマネジメント学科
- コンピュータ工学部
- 機械、電子工学
- IT融合工学部
- スマート経営工学部
- ホテル外食経営学科
- ビューティーデザイン学科
- ビジネスコンサルティング部
- ICT融合デザイン学科
- 自律専攻学部
- 基礎教養教育課程
- 融合・複合教養教育課程
- 思考と表現コース
- 教養英語教育課程
- ウィンドウIT・デザインのコース
- 教員養成コース

## 大学院（博士/修士課程）
- 人文・社会系
  - 韓国語文学科
  - 英語英文学科
  - 英米文化学科
  - 史学科
  - 文献情報学科
  - 経営学科
  - 行政学科
  - 貿易学科
  - 経済・不動産学科
  - 経済学科

- 工学系
  - 産業経営工学科
  - 情報コンピューター工学科
  - マルチメディア工学科
  - コンピューター工学科
  - IT融合工学科
  - 電子情報工学科
  - 機械システム工学科

- 芸術・スポーツ系
  - メディアデザイン学科
  - 絵画科
  - 衣類ファッション産業部
  - 舞踊学科

- 学科間の協働過程
  - ニューメディア広告プロモーション学科
  - デジタル文化の技術及びコンテンツ学科

### 特殊大学院（修士課程）
- 経営大学院
  - 経営学科
  - 観光外食経営

- 行政大学院
  - 行政学科
  - 社会福祉学科
  - 警察行政学科
  - 麻薬アルコール学科

- 芸術大学院
  - ビューティー芸術学科

- 国際大学院
  - 国際安全保障戦略学科
  - 国際地域情報学科

- 不動産大学院
  - 不動産投資金融専攻
  - 不動産の評価専攻
  - 不動産開発・管理専攻
  - 地籍及び土地管理専攻

- 教育大学院
- 教育行政専攻
  - 相談心理専攻
  - 幼児教育専攻
  - 国語教育専攻

## 日本における協定校
京都府立大学
北海道教育大学
山陽学院大学